# 112338 Seneseconte
112338 Seneseconte este o planetă minoră (asteroid) din centura de asteroizi. A fost descoperită pe 10 iulie 2002 la  de . 
Obiectul prezintă o orbită caracterizată de o semiaxă mare de 2,5135347792941 UAi, o excentricitate de 0,030007096080206, o înclinație de 2,8881932869498 ° în raport cu ecliptica.